# Menged
Menged è un cortometraggio del 2006 diretto dal regista tedesco Daniel Taye Workou, prodotto in Etiopia e in Francia. Presentato al 27º Festival di cinema africano di Verona.

## Trama
La storia mostra un racconto popolare: la storia di un padre del suo figlio e del loro asino, e del loro viaggio. Seguono i consigli di chi incontrano senza mai accontentare gli altri.

## Riconoscimenti
Il video ha vinto premi al Festival di Berlino e al Fespaco 2007.